# Чужое имя
«Чужое имя» — советский фильм 1966 года режиссёра Иосифа Шульмана.

## Сюжет
1960-е годы, давно закончилась война. Ольга, чей муж Виктор Ильин пропал на фронте и которая считает того погибшим, в придорожном кафе встречает начальника автоколонны Буткевича, который говорит ей, что у него в автоколонне водителем автобуса работает мужчина, которого зовут точно так же, как и её пропавшего мужа. Буткевич устраивает их совместную встречу, но Ольга этого человека не узнаёт. Об этом странном случае Буткевич сообщает знакомому прокурору Глебову, который выясняет, что это вовсе не Ильин, а Сергей Дробеня — перед войной имевший судимость за кражу, в войну попавший в штрафбат и пропавший без вести…

Это история человека, который до войны был мелким жуликом. Встреча в тюрьме с подпольщиком, борцом против фашизма, распрямила его, сделала способным на подвиг. Обстоятельства сложились так, что он вынужден был взять имя подпольщика, и вот теперь, через двадцать пять лет, следственные органы столкнулись с этой странной подменой…— Советский экран, 1967 год

## В ролях
- Юрий Саранцев — Виктор Поликарпович Ильин / Сергей Дробеня, шофёр автобуса
- Евгений Ташков — прокурор Николай Ильич Глебов
- Владимир Балашов — Сергей Дмитриевич Тюрин
- Клара Лучко — Ольга Павлова
- Павел Панков — Василий Степанович Буткевич, директор автобазы
- Анна Дубровина — Катя, жена шофёра Ильина
- Павел Кормунин — Михаил Павлов, второй муж Ольги
- Алексей Сафонов — настоящий Виктор Поликарпович Ильин — советский разведчик, замученный фашистами
- Сергей Калинин — Рожков, рыбак, партизанский связной
- Альгимантас Масюлис — Йохан, капитан абвера
- Роман Филиппов — немец-конвоир
- Павел Молчанов — Алексей Петрович
- Борис Владомирский — Павел Фёдорович
- Надежда Самсонова — контролёр в автобусе
- Елена Максимова — бабушка

## О фильме
В СССР фильм посмотрело 18,7 млн зрителей (30-е место в кинопрокате 1967 года).
Журналом «Советский экран» фильм был назван слабым детективом, хотя сюжетная ситуация — «чрезвычайно благодарная именно для детективного кинематографа» — позволяла сделать большее:

Мне кажется, просто нормального профессионализма, умелого следования сюжетной канве было бы достаточно для того, чтобы картина получилась полезной и не лишённой интереса. Однако пристрастие Моде владело режиссёром безраздельно. А там, где рассеивается туман многозначительных недосказанностей, открываются штампы такой затёртости и расхожести, что только руками можно развести. А занимательность — то, без которой детективный фильм не может существовать, которая совершенно явно предопределена сюжетом, напряжённым, основанным на раскрытии давней тайны? Она ушла вовсе. Смотреть «Чужое имя» томительно-скучно.— Советский экран, 1967 год